# Coupe du monde de luge 2019-2020
Navigation
Édition précédente Édition suivante
La coupe du monde de luge 2019-2020 est la 43e édition de la Coupe du monde de luge, compétition de luge organisée annuellement par la Fédération internationale de luge.
Elle se déroule entre le 23 novembre 2019 et le 1er mars 2020 sur 9 étapes organisées en Europe et en Amérique du Nord.
Les vainqueurs du classement général hommes, femmes et doubles se voient remettre un gros Globe de cristal tandis que les vainqueurs des épreuves sprint se voient remettre un petit Globe de cristal. 

## Programme de la saison
| \| Lake Placid Whistler \| Sites des compétitions en Amérique du Nord. |
| Lake Placid Whistler                                                   |

| Lake Placid Whistler |

| \| Altenberg Königssee Lillehammer Winterberg Innsbruck Oberhof Sigulda \| Sites des compétitions en Europe. |
| Altenberg Königssee Lillehammer Winterberg Innsbruck Oberhof Sigulda                                         |

| Altenberg Königssee Lillehammer Winterberg Innsbruck Oberhof Sigulda |

Lors de ces 9 week-end de compétition, une épreuve individuelle masculine, une épreuve individuelle féminine et une épreuve en double masculine sont organisées. Pour compléter ces épreuves viennent s'ajouter soit des épreuves sprints organisés dans ces mêmes catégories sur une seule manche, soit un relais par nation composé de ces trois épreuves.

## Attribution des points
Les manches de Coupe du monde donnent lieu à l'attribution de points, dont le total détermine le classement général de la Coupe du monde.
Ces points sont attribués selon cette répartition :
| Place  | 1   | 2  | 3  | 4  | 5  | 6  | 7  | 8  | 9  | 10 | 11 | 12 | 13 | 14 | 15 | 16 | 17 | 18 | 19 | 20 | 21 | 22 | 23 | 24 | 25 | 26 | 27 | 28 | 29 |
| ------ | --- | -- | -- | -- | -- | -- | -- | -- | -- | -- | -- | -- | -- | -- | -- | -- | -- | -- | -- | -- | -- | -- | -- | -- | -- | -- | -- | -- | -- |
| Points | 100 | 85 | 70 | 60 | 55 | 50 | 46 | 42 | 39 | 36 | 34 | 32 | 30 | 28 | 26 | 25 | 24 | 23 | 22 | 21 | 20 | 19 | 18 | 17 | 16 | 15 | 14 | 13 | 12 |

## Classements généraux[1]
| Rang | Nom                 | Points |
| ---- | ------------------- | ------ |
| 1    | Roman Repilov       | 765    |
| 2    | Dominik Fischnaller | 749    |
| 3    | Semen Pavlichenko   | 741    |
| 4    | Johannes Ludwig     | 645    |
| 5    | Jonas Müller        | 556    |

| Rang | Nom               | Moyen.    |
| ---- | ----------------- | --------- |
| 1    | Roman Repilov     | 01:38.018 |
| 2    | Semen Pavlichenko | 01:38.090 |
| 3    | Reinhard Egger    | 01:38.249 |
| 4    | Max Langenhan     | 01:38.472 |
| 5    | Wolfgang Kindl    | 01:38.611 |

| Rang | Nom                | Points |
| ---- | ------------------ | ------ |
| 1    | Julia Taubitz      | 965    |
| 2    | Tatiana Ivanova    | 957    |
| 3    | Victoria Demchenko | 722    |
| 4    | Anna Berreiter     | 637    |
| 5    | Summer Britcher    | 523    |

| Rang | Nom                 | Moyen.     |
| ---- | ------------------- | ---------- |
| 1    | Julia Taubitz       | 01:36.466  |
| 2    | Emily Sweeney       | 01:365.796 |
| 3    | Tatiana Ivanova     | 01:36.850  |
| 4    | Victoria Demchenko  | 01:36.917  |
| 5    | Ekaterina Katnikova | 01:36.016  |

| Rang | Nom                   | Points |
| ---- | --------------------- | ------ |
| 1    | Eggert / Benecken     | 872    |
| 2    | Wendl / Arlt          | 847    |
| 3    | Šics / Šics           | 820    |
| 4    | Denisyev / Antonov    | 630    |
| 5    | Gudramovičs / Kalniņš | 543    |

| Rang | Nom                  | Moyen.    |
| ---- | -------------------- | --------- |
| 1    | Šics / Šics          | 01:36.774 |
| 2    | Eggert / Benecken    | 01:36.788 |
| 3    | Wendl / Arlt         | 01:36.789 |
| 4    | Yuzhakov / Prokhorov | 01:37.175 |
| 5    | Geueke / Gamm        | 01:37.318 |

| Rang | Nom       | Points |
| ---- | --------- | ------ |
| 1    | Italie    | 431    |
| 1    | Russie    | 431    |
| 3    | Allemagne | 415    |
| 4    | Lettonie  | 380    |
| 5    | Autriche  | 291    |

## Calendrier et podiums
| 1. Innsbruck (23 et 24 novembre 2019) |                                                                           |                                                                   |                                                                     |
| Épreuve                               | Vainqueur                                                                 | Deuxième                                                          | Troisième                                                           |
| Hommes                                | Jonas Müller                                                              | Roman Repilov                                                     | Dominik Fischnaller                                                 |
| Femmes                                | Tatiana Ivanova                                                           | Summer Britcher                                                   | Julia Taubitz Jessica Tiebel                                        |
| Doubles                               | Toni Eggert Sascha Benecken                                               | Tobias Wendl Tobias Arlt                                          | Thomas Steu Lorenz Koller                                           |
| Relais                                | Italie- Andrea Vötter - Dominik Fischnaller - Ivan Nagler-Fabian Malleier | Autriche- Lisa Schulte - Jonas Müller - Thomas Steu-Lorenz Koller | Allemagne- Julia Taubitz - Felix Loch - Toni Eggert-Sascha Benecken |

| 2. Lake Placid (30 novembre et 1er décembre 2019) |                          |                             |                           |
| Épreuve                                           | Vainqueur                | Deuxième                    | Troisième                 |
| Hommes                                            | Jonas Müller             | Tucker West                 | Dominik Fischnaller       |
| Femmes                                            | Julia Taubitz            | Emily Sweeney               | Victoria Demchenko        |
| Doubles                                           | Tobias Wendl Tobias Arlt | Toni Eggert Sascha Benecken | Thomas Steu Lorenz Koller |
| Sprint Hommes                                     | Roman Repilov            | Tucker West                 | Jonas Müller              |
| Sprint Femmes                                     | Julia Taubitz            | Summer Britcher             | Emily Sweeney             |
| Sprint Doubles                                    | Andris Šics Juris Šics   | Toni Eggert Sascha Benecken | Tobias Wendl Tobias Arlt  |

| 3. Whistler (13 et 14 décembre 2019) |                             |                          |                                       |
| Épreuve                              | Vainqueur                   | Deuxième                 | Troisième                             |
| Hommes                               | Roman Repilov               | Felix Loch               | Dominik Fischnaller                   |
| Femmes                               | Tatiana Ivanova             | Anna Berreiter           | Victoria Demchenko                    |
| Doubles                              | Toni Eggert Sascha Benecken | Tobias Wendl Tobias Arlt | Vsevolod Kashkin Konstantin Korshunov |
| Sprint Hommes                        | Reinhard Egger              | Roman Repilov            | Jonas Müller                          |
| Sprint Femmes                        | Tatiana Ivanova             | Emily Sweeney            | Cheyenne Rosenthal                    |
| Sprint Doubles                       | Toni Eggert Sascha Benecken | Tobias Wendl Tobias Arlt | Vsevolod Kashkin Konstantin Korshunov |

| 4. Altenberg (11 et 12 janvier 2020) |                                                                                    |                                                                     |                                                                                 |
| Épreuve                              | Vainqueur                                                                          | Deuxième                                                            | Troisième                                                                       |
| Hommes                               | David Gleirscher                                                                   | Dominik Fischnaller                                                 | Felix Loch                                                                      |
| Femmes                               | Julia Taubitz                                                                      | Tatiana Ivanova                                                     | Andrea Vötter                                                                   |
| Doubles                              | Thomas Steu Lorenz Koller                                                          | Toni Eggert Sascha Benecken                                         | Alexander Denisyev Vladislav Antonov                                            |
| Relais                               | Russie- Tatiana Ivanova - Semen Pavlichenko - Alexander Denisyev-Vladislav Antonov | Allemagne- Julia Taubitz - Felix Loch - Toni Eggert-Sascha Benecken | Italie- Andrea Vötter - Dominik Fischnaller - Emanuel Rieder-Simon Kainzwaldner |

| 4. Lillehammer (18 et 19 janvier 2020) |                                                                         |                                                                           |                                                                   |
| Épreuve                                | Vainqueur                                                               | Deuxième                                                                  | Troisième                                                         |
| Hommes                                 | Dominik Fischnaller                                                     | Semen Pavlichenko                                                         | Roman Repilov                                                     |
| Femmes                                 | Tatiana Ivanova                                                         | Summer Britcher                                                           | Julia Taubitz                                                     |
| Doubles                                | Alexander Denisyev Vladislav Antonov                                    | Thomas Steu Lorenz Koller                                                 | Vladislav Yuzhakov Yuri Prokhorov                                 |
| Relais                                 | Autriche- Madeleine Egle - David Gleirscher - Thomas Steu-Lorenz Koller | Italie- Andrea Vötter - Dominik Fischnaller - Ivan Nagler-Fabian Malleier | Lettonie- Ulla Zirne - Kristers Aparjods - Andris Šics-Juris Šics |

| 5. Sigulda (25 et 26 janvier 2020) |                                     |                                                          |                             |
| Épreuve                            | Vainqueur                           | Deuxième                                                 | Troisième                   |
| Hommes                             | Johannes Ludwig                     | Roman Repilov                                            | David Gleirscher            |
| Femmes                             | Julia Taubitz                       | Tatiana Ivanova                                          | Elīza Cauce                 |
| Doubles                            | Andris Šics Juris Šics              | Tobias Wendl Tobias Arlt                                 | Toni Eggert Sascha Benecken |
| Sprint Hommes                      | Semen Pavlichenko                   | Dominik Fischnaller                                      | David Gleirscher            |
| Sprint Femmes                      | Julia Taubitz                       | Victoria Demchenko                                       | Tatiana Ivanova             |
| Sprint Doubles                     | Kristens Putins Imants Marcinkēvičs | Andris Šics Juris Šics Emanuel Rieder Simon Kainzwaldner |                             |

| 7. Oberhof (1er et 2 février 2020) |                                                                        |                                                                           |                                                                        |
| Épreuve                            | Vainqueur                                                              | Deuxième                                                                  | Troisième                                                              |
| Hommes                             | Johannes Ludwig                                                        | Semen Pavlichenko                                                         | Inārs Kivlenieks                                                       |
| Femmes                             | Anna Berreiter                                                         | Tatiana Ivanova                                                           | Summer Britcher                                                        |
| Doubles                            | Tobias Wendl Tobias Arlt                                               | Andris Šics Juris Šics                                                    | Robin Johannes Geueke David Gamm                                       |
| Relais                             | Allemagne- Anna Berreiter - Johannes Ludwig - Tobias Wendl-Tobias Arlt | États-Unis- Summer Britcher - Tucker West - Chris Mazdzer-Jayson Terdiman | Lettonie- Kendija Aparjode - Inārs Kivlenieks - Andris Šics-Juris Šics |

|                                                                   |  |  |  |  |  |  |
| Sotchi Championnats du monde de luge 2020 (14 au 16 février 2020) |  |  |  |  |  |  |
|                                                                   |  |  |  |  |  |  |

| 8. Winterberg (22 et 23 février 2019) |                                                                                    |                                                                                     |                                                                                |
| Épreuve                               | Vainqueur                                                                          | Deuxième                                                                            | Troisième                                                                      |
| Hommes                                | Johannes Ludwig                                                                    | Kristers Aparjods                                                                   | Sebastian Bley                                                                 |
| Femmes                                | Elīza Cauce                                                                        | Tatiana Ivanova                                                                     | Julia Taubitz                                                                  |
| Doubles                               | Alexander Denisyev Vladislav Antonov                                               | Oskars Gudramovičs Pēteris Kalniņš                                                  | Wojclech Jerzy Chmielewski Jakub Kowalewski                                    |
| Relais                                | Russie- Tatiana Ivanova - Semen Pavlichenko - Alexander Denisyev-Vladislav Antonov | Italie- Sandra Robatscher - Dominik Fischnaller - Emanuel Rieder-Simon Kainzwaldner | Lettonie- Elīza Cauce - Kristers Aparjods - Oskars Gudramovičs-Pēteris Kalniņš |

| 9. Königssee (29 février et 1er mars 2020) |                                                                      |                                                                           |                                                                                    |
| Épreuve                                    | Vainqueur                                                            | Deuxième                                                                  | Troisième                                                                          |
| Hommes                                     | Semen Pavlichenko                                                    | Jonas Müller                                                              | Roman Repilov                                                                      |
| Femmes                                     | Anna Berreiter                                                       | Julia Taubitz                                                             | Victoria Demchenko                                                                 |
| Doubles                                    | Toni Eggert Sascha Benecken                                          | Tobias Wendl Tobias Arlt                                                  | Andris Šics Juris Šics                                                             |
| Relais                                     | Allemagne- Anna Berreiter - Felix Loch - Toni Eggert-Sascha Benecken | États-Unis- Summer Britcher - Tucker West - Chris Mazdzer-Jayson Terdiman | Russie- Victoria Demchenko - Semen Pavlichenko - Vladislav Yuzhakov-Yuri Prokhorov |